# Labeo curchius
Labeo curchius är en fiskart som först beskrevs av Francis Buchanan-Hamilton 1822.  Labeo curchius ingår i släktet Labeo och familjen karpfiskar. IUCN kategoriserar arten globalt som otillräckligt studerad. Inga underarter finns listade i Catalogue of Life.